# 이옥희
이옥희는 대한민국의 배우이자 프로듀서이다. The Byrds of Paradise, 비누 아가씨, 라스트 이브, 로스트의 2편의 에피소드(2004~2010년) 등 여러 텔레비전 프로그램과 영화에 주연으로 출연했다. 비누 아가씨와 라스트 이브의 이그제큐티브 프로듀서를 맡기도 했다.